# Grammetal
Grammetal est une commune rurale allemande de Thuringe dans l'arrondissement du Pays-de-Weimar. créée le 1er décembre 2019 par la fusion des neuf communes membres de la communauté administrative Grammetal.

## Géographie
Grammetal se situe entre la capitale de l'État Erfurt à l'ouest et Weimar à l'est sur le bord sud du bassin de Thuringe. La zone municipale s'étend essentiellement du nord au sud, mais au nord-est la périphérie de l'Ettersberg appartient également à la municipalité. Les points les plus bas sont au nord et à l'ouest de Niederzimmer à 193 mètres et s'élèvent à 445 mètres sur Ettersberg et à 469 mètres au sud-est d'Eichelborn. La Gramme, un affluent de l'Unstrut, a sa source près de Nohra.
La commune de Grammetal se compose de 16 quartiers: Bechstedtstraß, Daasdorf am Berge, Eichelborn, Hayn, Hopfgarten, Isseroda, Mönchenholzhausen, Niederzimmern, Nohra, Obergrunstedt, Obernissa, Ottstedt am Berge, Sohnstedt, Troistedt, Ulla et Utzberg.
Outre les villes indépendantes d'Erfurt à l'ouest et de Weimar à l'est, Grammetal borde trois communes dans 'arrondissement du Pays-de-Weimar: Am Ettersberg au nord, la ville de Bad Berka au sud-est et Klettbach au sud-ouest.

## Histoire
En 2007, les communes de Bechstedtstrasse, Isseroda, Hopfgarten, Niederzimmer, Nohra et Ottstedt décident de fusionner le 1er janvier 2009, dont Nohra se retire le 27 Mars 2008, car la commune ne veut pas renoncer à ses droits de quartier. De nouvelles négociations commencent en 2011, mais échouent en 2013. La réglementation municipale de Thuringe, qui est modifiée en 2016, suscite une nouvelle tentative de fusion des communes, dans laquelle les conseils municipaux de huit communes approuvent la formation d'une commune rurale. Seul le conseil communal de Mönchenholzhausen envisage d'être intégrée à Erfurt, ce qui est rejeté de justesse par référendum le 23 septembre 2018 par 568 voix contre 536 Une demande de Weimar sur des questions territoriales n'est pas acceptée.
La loi de Thuringe sur la réorganisation volontaire des communes appartenant au district en 2019 voitla dissolution de la communauté administrative de Grammetal et la fusion de ses neuf communes membres Bechstedtstraß, Daasdorf am Berge, Hopfgarten, Isseroda, Mönchenholzhausen, Niederzimmern, Nohra, Ottstedt am Berge et Troistedt. La loi est adoptée le 12 septembre 2019 adopté par le Landtag et entre en vigueur le 31 décembre 2019.

## Politique

### Conseil municipal
Jusqu'à ce que le nouveau conseil municipal se réunisse après l'élection de juillet 2020, le conseil municipal de Grammetal est composé de 76 membres de tous les anciens conseils des neuf municipalités fondatrices.
Le conseil municipal de 20 membres est élue pour la première fois le 19 juillet 2020. L'élection aboutit au résultat suivant :
| Liste                                      | Part des votes | Sièges |
| Union chrétienne-démocrate (CDU)           | 16.2 %         | 3      |
| La gauche                                  | 0 4,7 %        | 1      |
| Électeurs libres Grammetal                 | 42,7 %         | 9      |
| Communauté d'électeurs Landleben Grammetal | 25,8 %         | 5      |
| Électeurs libres OES *                     | 0 6,4 %        | 1      |
| Communauté électorale gratuite Daasdorf    | 0 3,6 %        | 1      |
| FF Troistedt                               | 0 0,5 %        | 0      |
| Taux de participation: 53,7 %              |                |        |

* Électeurs libres Obernissa, Eichelborn et Sohnstedt

### Maire
Après la création de Grammetal, Alexandra Seelig dirige d'abord la commue en tant que "Représentante de la commune de Grammetal".
Lors de l'élection du maire le 19 juillet 2020, aucun des trois candidats n'a pu obtenir la majorité absolue. Le 2 août 2020 Roland Bodechtel (CDU) est élu avec 52,3 % des votes valides exprimés.

## Transports
En raison de son emplacement central dans la chaîne de villes de Thuringe, Grammetal est bien desservi par les transports avec notamment la BAB 4 avec les points de connexion Erfurt-Vieselbach et Nohra et parallèlement au nord la route fédérale 7. La Bundesstraße 85 (Weimar-Saalfeld) s'étend également dans la partie orientale de la commune. À l'ouest, des parties de l'autoroute, le B 7 et la route nationale 1056 jusqu'à l'anneau d'Erfurt.
Le ligne de chemin de fer Halle-Bebra traverse la commune et il y a un arrêt à Hopfgarten. La ligne de chemin de fer Weimar-Kranichfeld circule également dans le sud-est, avec un arrêt à Obergrunstedt.

## Personnalités liées à la ville
- Wilhelm Martin Leberecht de Wette (1780-1849), théologien né à Ulla.
- Johann Heinrich Deinhardt (1805-1867), pédagogue né à Niederzimmern.
- Karl Goepfart (1859-1942), musicien né à Mönchenholzhausen.